# Publio Cornelio Léntulo Escipión (cónsul 56)
Publio Cornelio Léntulo Escipión (en latín, Publius Cornelius Lentulus Scipio) fue un senador romano del siglo I que desarrolló su carrera bajo los imperios de Claudio I y Nerón.

## Familia
Era hijo de Publio Cornelio Léntulo Escipión consul suffectus en 24, bajo Tiberio, y hermano de Publio Cornelio Escipión Asiático, consul suffectus en 68, bajo Nerón.

## Carrera
Cornelio Léntulo fue designado por Nerón consul ordinarius en 56.